# Pitkäsaari (ö i Finland, Norra Karelen, Pielisen Karjala, lat 63,64, long 29,83)
Pitkäsaari är en ö i Finland. Den ligger i sjön Savijärvi och i kommunen Lieksa i den ekonomiska regionen  Pielinen-Karelen  och landskapet Norra Karelen, i den centrala delen av landet, 500 km nordost om huvudstaden Helsingfors. Öns area är 7,4 hektar och dess största längd är 1 kilometer i sydöst-nordvästlig riktning.